# NGC 7361
NGC 7361 est une galaxie spirale rapprochée et située dans la constellation du Poisson austral. Cette galaxie a été découverte par l'astronome britannique John Herschel en 1834. Cette galaxie a aussi été observée par l'astronome américain Lewis Swift le 19 juillet 1897 et elle a été inscrite à l'Index Catalogue sous la désignation IC 5237.  
La vitesse de NGC 7361 par rapport au fond diffus cosmologique est de 955 ± 21 km/s, ce qui correspond à une distance de Hubble de 14,1 ± 1,0 Mpc (∼46 millions d'al).
La classe de luminosité de NGC 7361 est III et elle présente une large raie HI. De plus, c'est une galaxie du champ, c'est-à-dire qu'elle n'appartient pas à un amas ou un groupe et qu'elle est donc gravitationnellement isolée. Selon la base de données Simbad, NGC 7361 est candidate au titre de galaxie à noyau actif.
À ce jour, 28 mesures non basées sur le décalage vers le rouge (redshift) donnent une distance de 16,304 ± 2,865 Mpc (∼53,2 millions d'al), ce qui est à l'intérieur des valeurs de la distance de Hubble.